# Lijst van musea in Griekenland
Hieronder volgt een lijst van musea in Griekenland:
(gesorteerd op vestigingsplaats)

## Andros
- Museum voor Hedendaagse Kunst (Andros) van de Stichting Basil en Elise Goulandris

## Athene
- Nationaal Archeologisch Museum van Athene
- Agora Museum
- Akropolismuseum
- Benaki Museum
- Epigrafisch Museum
- Museum voor Cycladische Kunst
- Frissiras Museum
- Grieks Ministerie van Cultuur Musea
- Kerameikos Museum
- Ilias Lalaounis Jewelry Museum
- Nationale Kunstgalerij en Alexandros Soutzos-Museum
- Nationaal Museum voor Moderne Kunst

## Delphi
- Archeologisch Museum van Delphi

## Iraklion
- Archeologisch Museum Iraklion

## Olympia
- Archeologisch Museum Olympia

## Rethimnon
- Municipal Gallery L.Kanakakis

## Rodos
- Archeologisch museum
- Mineralogisch-paleontologisch Museum Stamatiadis
- Gemeentelijke Kunstgalerij van Rhodos

## Thessaloniki
- Archeologisch Museum
- Staatsmuseum van hedendaagse Kunst
- Museum van Byzantijnse Cultuur

## Zakynthos
- Byzantijns Museum van Zakynthos